# Sueno da Suécia

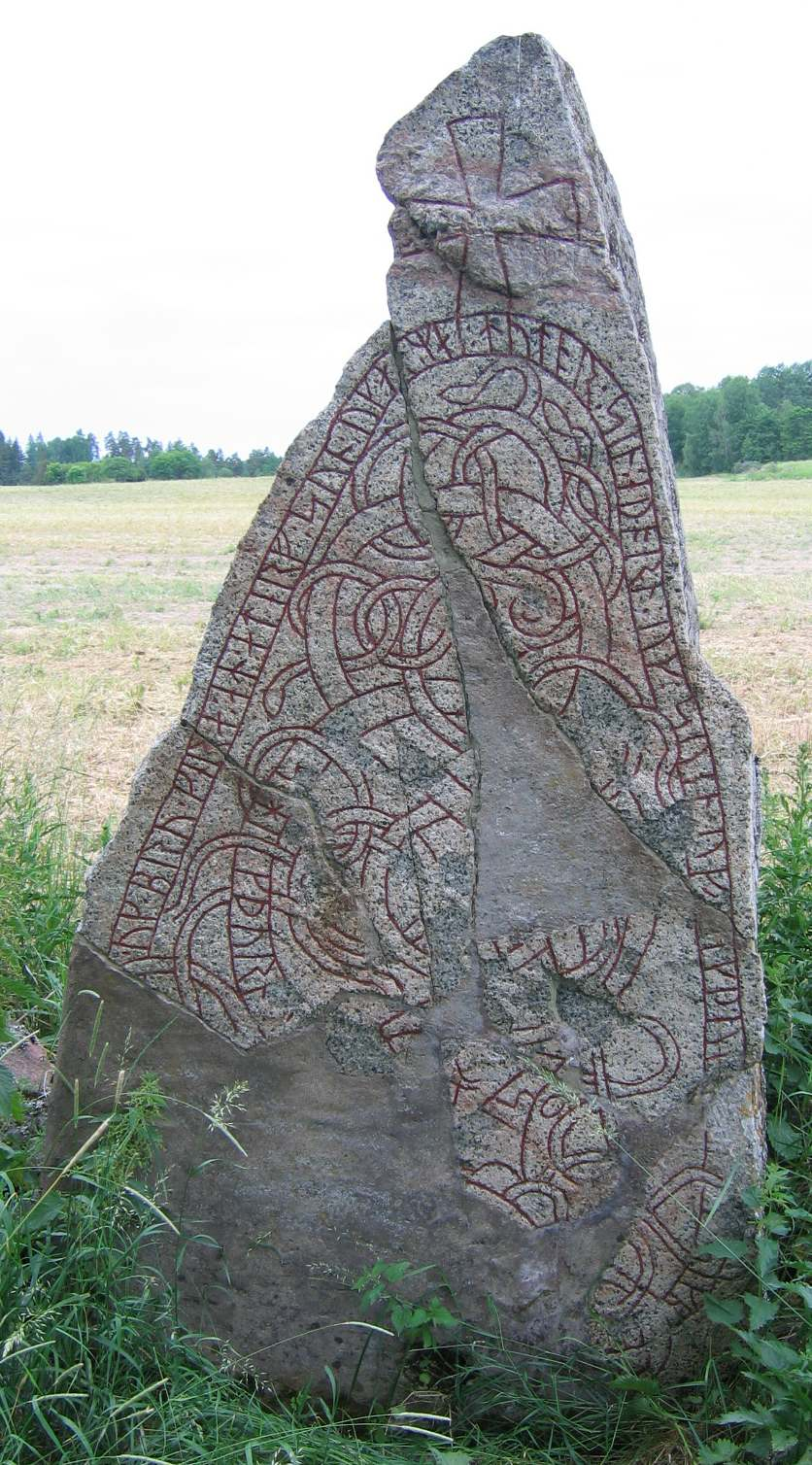
A Pedra Rúnica de Norsta (Norsta runestenen), menciona um Sueno (Sven) que se supõe ser Sueno o Sacrificador (Blot-Sven)

Sueno (n. em data desconhecida – m. c. 1085) – apelidado de "O Sacrificador Ritual" e também conhecido como Blot-Sven – foi possivelmente rei da Svealand, de aproximadamente 1083 até sua morte em c. 1085.
                                                                                                                        Teria subido ao trono após a expulsão à pedrada da Svealand do rei Ingo I, o qual teria recusado dirigir o sacrifício ritual da religião nórdica (blót) e se teria refugiado em seguida na Västergötland como rei regional.
                                                                                                          Após três anos no poder, como rei regional da Svealand, teria sido morto e substituído pelo próprio Ingo, que teria regressado com um poderoso exército.                                                                                 ”Sueno, o Sacrificador Ritual” (Blot-Sven) teria assim sido o último rei pagão da Svealand.                                                                                                                                                          

O nome Blot significa sacrifício nas línguas nórdicas e lhe foi dado porque ele permitira sacrifícios pagãos nos templos. Segundos algumas fontes, Sueno era filho do rei cristão Haquino, o Vermelho, o que parece não ser verdade, pois se realmente fosse descendente de Haquino sua esposa seria sua tia. Outras fontes afirmam que Sueno era filho de um nobre de Gotalândia Oriental, talvez um antepassado do rei Suérquero I. Provavelmente nasceu na década de 1050 e se casou com uma das filhas de Estenquilo.
No ano de 1084, governava a Suécia Ingo I, um rei cristão que pretendia levar o cristianismo a todo o país. Os suecos, que então não aceitaram muito bem essa cristianização, decidiram depô-lo, principalmente porque o monarca não aceitava a realização de sacrifícios aos deuses nórdicos. Em seu lugar, foi escolhido rei o cunhado de Ingo I, que era de religião pagã e que viria a adotar o cognome Sacrificador.
Uma lenda eclesiástica posterior afirma que o missionário e bispo inglês Ésquilo de Tuna tentou persuadir os pagãos a converterem-se à fé cristã, mas foi apedrejado, convertendo-se no primeiro mártir da Suécia e um de seus primeiros santos. Sueno não foi reconhecido como soberano na Gotalândia Ocidental, onde Ingo continuou governando. Ingo regressou a Upsália com um grande exército em 1087 e atacou a cidade, incendiando a residência de Sueno. Os suecos pagãos designaram o filho de Sueno, Érico Aorfel como novo rei. A religião nórdica pagã, porém, estava muito próxima de seu fim.